# Pedioplanis inornata
Pedioplanis inornata är en ödleart som beskrevs av  Roux 1907. Pedioplanis inornata ingår i släktet Pedioplanis och familjen lacertider. Inga underarter finns listade i Catalogue of Life.